# Frank Sinatra Open Invitational
O Frank Sinatra Open Invitational foi uma competição de golfe do PGA Tour, a qual foi disputada uma única vez, em 1963, no Canyon Club, em Palm Springs, Califórnia, nos Estados Unidos, e foi vencida por Frank Beard, então com 24 anos, com 278 tacadas, seis abaixo do par.

## Campeão
- 1963 – Frank Beard